# Bryson (singolo)
Bryson è un singolo del rapper statunitense NLE Choppa pubblicato il 30 ottobre 2020.

## Descrizione
Il brano racconta della "crescita spirituale" di NLE Choppa dopo la nascita di suo figlio.
Fa parte del mixtape From Dark to Light.

## Tracce
1. Bryson – 3:41